# Los misterios del vudú
Los misterios del vudú (título original en francés: Les mystères du vaudou) es una monografía ilustrada sobre el vudú haitiano. La obra es el 14.º volumen de la colección «Biblioteca de bolsillo CLAVES», escrita por el sociólogo de la religión haitiano Laënnec Hurbon, y publicada por la editorial barcelonesa Ediciones B en 1998. La edición original en francés fue publicada por la editorial parisina Éditions Gallimard en 1993, como el 190.º volumen de su colección enciclopédica «Découvertes Gallimard».

## Resumen
De África surgió el culto a los espíritus que podían penetrar en los seres humanos y cruzar la frontera entre la vida y la muerte. Llevado a través del Atlántico hasta el Nuevo Mundo, el vudú dio a los esclavos de las Indias Occidentales un nuevo sentido de identidad y esperanza. Pero a su alrededor se agrupaban siniestros cuentos de hechicería, sacrificio de animales y zombis. Visto como peligroso y tabú, el vudú se convirtió en una religión clandestina. Este libro enseña cómo el vudú ha sobrevivido al prejuicio y la persecución del pasado y cómo prospera hoy como fuerza cultural.

## Contenido
Corpus
- «Tráiler» (pp. 1–9, una serie de ilustraciones de los lwas a página completa)
- Capítulo primero: «La gran travesía» (pp. 13–31)
- Capítulo II: «Vudú clandestino en el infierno esclavista» (pp. 33–49)
- Capítulo III: «Brujería en la escena internacional» (pp. 51–63)
- Capítulo IV: «El espíritu de los "lwa"» (pp. 65–83)
- Capítulo V: «El culto de los muertos» (pp. 85–97)
- Capítulo VI: «"Manjé-Lwa", "Dansé-Lwa": los oficios» (pp. 99–115)
- Capítulo VII: «Una supervivencia sorprendente» (pp. 117–127)

Testimonios y documentos
1. El diablo, el vudú y los misioneros (pp. 130–133)
2. Las campañas antisupersticiosas (pp. 134–139)
3. Cómo se manifiestan los «lwa» a los humanos (pp. 140–143)
4. Para una rehabilitación del vudú (pp. 144–149)
5. El vudú en el arte (pp. 150–159)
6. Los hombres viajan, los espíritus también (pp. 160–167)

Anexos
- Glosario (p. 168)
- Cronología (p. 168)
- Bibliografía (p. 169)
- Índice de ilustraciones (pp. 170–172)
- Índice alfabético (pp. 173–174)

## Recepción
El sitio web Babelio otorga al libro una calificación promedio de 3.43 sobre 5, basada en 7 calificaciones. En el sitio web Goodreads, la edición estadounidense obtiene un promedio de 3.86/5 basado en 57 calificaciones; la edición británica un promedio de 3.33/5 basado en 9 calificaciones; y las ediciones en español y francés un promedio de 3.50/5 basado en 10 calificaciones, lo que indica «opiniones generalmente positivas».

## Críticas
En la revista Journal of Haitian Studies, el profesor Patrick Bellegarde-Smith ve la obra como un «pequeño "gran libro"»: «Laënnec Hurbon [...] nos regala una pequeña y eminentemente asequible joya de libro, Voodoo: Search for the Spirit (edición estadounidense de Les mystères du vaudou). Es un coffee table book del tamaño de una pinta de 5 × 7, repleto de láminas a color y lleno de información precisa y detallada sobre el vudú haitiano. [...] A un precio tan razonable por copia, este pequeño "gran libro" es un regalo de los dioses. La meticulosa investigación de Hurbon en Haití, el Caribe y África Occidental, convierte al libro en un compendio de la última erudición sobre la religión nacional de Haití.»
En su reseña para la revista científica L'Homme et la société, la investigadora del CNRS Christiane Veauvy escribe: «Este pequeño volumen es un gran éxito. [...] Entre el texto, la iconografía, de una belleza excepcional, y los testimonios y documentos, la complementariedad se ha establecido con precisión—fotos, dibujos, pinturas haitianas realmente asombrosas, son acompañados sistemáticamente de una leyenda—, en una armonía que asombra al lector.»
En la revista Archives de sciences sociales des religions, la socióloga francesa Françoise Champion opina que «con este libro, tenemos un punto completo y excelente sobre el vudú en sus múltiples dimensiones. Cabe señalar, sin embargo, que la perspectiva adoptada—el estrecho entrelazamiento del vudú y la historia haitiana—limita otra perspectiva, sugerida aquí y allá: la de la unidad continua de las religiones afroamericanas, e incluso más allá, según L. H., de una civilización "que se extiende desde África hasta las Américas". El compromiso del autor, su calidez científicamente controlada, se suma al encanto del libro. La iconografía, soberbia, también.»